# Градара
Градара (итал. Gradara) је насеље у Италији у округу Пезаро и Урбино, региону Марке.
Према процени из 2011. у насељу је живело 1314 становника. Насеље се налази на надморској висини од 19 м.

## Становништво
| 1931. | 1936. | 1951. | 1961. | 1971. | 1981. | 1991. | 2001. | 2011. |
| ----- | ----- | ----- | ----- | ----- | ----- | ----- | ----- | ----- |
| 2.697 | 2.695 | 2.622 | 2.540 | 2.165 | 2.329 | 2.685 | 3.381 | 4.758 |